# Robert Erhardt

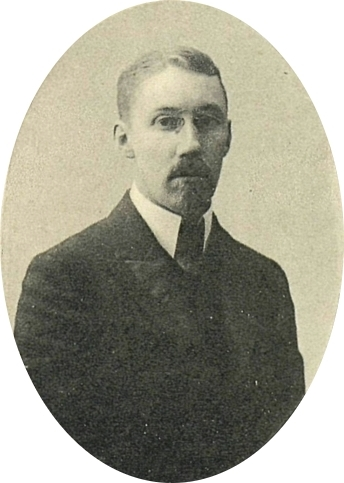
Robert Erhardt (1910)

Robert Johann August Erhardt (* 28. Maijul. / 9. Juni 1874greg. in Riga; † 10. Januar 1941 in Berlin) war ein deutsch-baltischer Unternehmer in der Versicherungswirtschaft sowie Politiker. Von 1919 bis 1920 war er  Finanzminister der Republik Lettland.

## Familie
Erhardt war ein Sohn des Johann Jakob Erhardt, Direktor der Versicherung R. John Hafferberg in Riga, und dessen Ehefrau Christine Helene Maria, geb. Thiel. Seine Vorfahren waren 1766 als von Katharina II. angeworbene Kolonisten der Kolonie Hirschenhof nach Lettland gekommen. Er hatte sechs Geschwister. Ein Neffe war der Schauspieler und Komiker Heinz Erhardt.
Verheiratet war Robert Erhardt mit Auguste, geb. Meltzer. Beide Eheleute wurden auf dem Friedhof der Russisch-Orthodoxen Gemeinde Berlin-Tegel beigesetzt.

## Leben
Robert Erhardt nahm im Wintersemester 1892/93 das Studium der Mathematik am Polytechnikum in Riga auf, wechselte zum Sommersemester 1893 an die Technische Hochschule in Dresden, 1894 an die Universität Berlin, 1895 zum Studium der Staatswissenschaften an die Universität München und 1896 an die Universität Tübingen. Hier wurde er im März 1897 bei Friedrich Julius von Neumann mit einer Arbeit über Die russischen Handels- und Gewerbeabgaben zum Dr. sc. pol. promoviert.
Nach Abschluss seiner Studien trat Erhardt als Volontär in das Bankhaus Schaaf, Wolzonn & Co in Riga ein. 1898 wurde er Beamter der Chinesisch-Russischen Bank in St. Petersburg, 1899 kaufmännischer Direktor der Maschinenfabrik Atlas in Riga, 1901 Prokurist der Firma R. John Hafferberg Versicherung, 1902 Teilhaber und später Inhaber dieser Firma.
Erhardt war Angehöriger der ersten Rigaischen Kaufmannschaft und Stadtverordneter in Riga. 1907 wurde er Abgeordneter der Duma. Er war Präsident des Aufsichtsrats der Libauer Bank AG.
Nach der Unabhängigkeitserklärung der Republik Lettland wurde Erhardt am 14. Juli 1919 Finanzminister (bis 1920). Er war Ältester der Großen Gilde in Riga, Mitglied des Präsidiums der Zentrale deutscher Arbeit und Präses der Rigaer Fabrikantenvereinigung.